# وادي العنب
وادي لعنب بلدية جزائرية تابعة لدائرة برحال ولاية عنابة ، يقطنها حوالي 21 100 نسمة (2008) يحدها من الجنوب البوني والشرفة ومن الشرق عنابة وسرايدي ومن الشمال شطايبي وساحل صغير على البحر الأبيض المتوسط ومن الغرب التريعات وبرحال.

## أحياء البلدية
على خلاف البلديات الأخرى بولاية عنابة، تتكون بلدية وادي العنب من أحياء متباعدة بعضها أكبر من مركز البلدية نفسه وأهمها كما يلي:
1. حي خرازة :أكبر التجمعات السكانية بالبلدية، بأقصى شرق البلدية على الحدود مع بلدية البوني وتحاذي الطريق الوطني 44 باتجاه برحال تقع على مسافة 10 كيلومتر غربي مدينة عنابة،يقطنها حوالي 10 000 نسمة. أنشئ الحي ابتداء من سنة 1984 بتوزيع أراضي لبناء سكنات فردية على جزء من أراضي تعود إلى عائلة شركسكي التركية الأصل والمملوكة لها منذ العهد الاستعماري وتم تأميمها في إطار الثورة الزراعية كما بنيت سكنات لعمال شركة SNMC (الشركة الوطنية لمواد البناء)العمومية والتي حلت لاحقا وتطور الحي ببطء لبعده عن مركز البلدية (حوالي 20 كلم) ومرحلة الأزمة الأمنية حيث كانت بلدية وادي العنب من معاقل الجماعات المسلحة بداية من سنوات 2000 عرف حي خرازة توسعا عمرانيا سريعا مع تهيئة الطرقات وبناء مؤسسات تعليمية وأمنية والشروع في تشييد 1 200 سكن اجتماعي جعل الحي يتفوق بمراحل على مركز البلدية نفسه.
2. حي وادي زياد:يتواجد بمحاذاة الطريق الوطني 44 ويحتل موقعا استراتيجيا، يشكل مركز ولاية عنابة ويمر به الطريق الوطني 44 باتجاه برحال وقسنطينة وطريق ولائي باتجاه الشرفة والحجار، يتكون من حي وادي زياد السطحة على سفح جبل إيدوغ وحي وادي زياد- المحطة بجوار محطة عبور للسكة الحديدية، من المتوقع بناء مشاريع سكنية ضخمة في إطار مشروع مدينة عنابة الجديدة،
3. حي ذراع الريش: تجمع سكاني صغير قريب من مركز البلدية ويبعد عدة كيلومترات عن الطريق الوطني 44، من المقرر أن يكون نواة مدينة عنابة الجديدة.
4. حي وادي العنب: مركز البلدية ويبعد 24 كلم عن مدينة عنابة، بعيد عن الطرق الرئيسية وبه بنايات من العهد الاستعماري (سجن)، لايزال بحاجة إلى التطوير.
5. حي العايب عمار حي صغير بمحاذاة الطريق الوطني 44 قرب الحدود مع بلدية برحال.